# Sanna (přítok Innu)
Sanna je horská řeka ledovcového původu v Alpách, v Tyrolsku na území okresu Landeck. Je levostranným přítokem řeky Inn, do kterého ústí u města Landeck. Její délka je 7 km, vzniká soutokem řek Rosanna (42 km) a Trisanna (31 km) v blízkosti zámku Wiesberg (obec Tobadill). Její povodí má rozlohu 727 km². Protéká obcemi Pians, Grins a Landeck.
Řeka Rosanna přitéká ze skupiny Verwall přes Stanzertal, Trisana ze Silvretty údolím Paznaun.
Přítoky řeky Sanna jsou:
- levostranné – Lattenbach (v Pians) a Mülbach (v Grins)
- pravostranné – Flatbach (v Pians).

Průtok je silně ovlivněn táním sněhu v květnu a červnu a silnými dešti. V roce 1996 se na řece Sanna konalo mistrovství světa v horské kanoistice.